# Zacco platypus
Zacco platypus är en fiskart som först beskrevs av Temminck och Schlegel, 1846.  Zacco platypus ingår i släktet Zacco och familjen karpfiskar. Inga underarter finns listade i Catalogue of Life.
Arten förekommer med flera från varandra skilda populationer i östra Kina, Japan och på Koreahalvön. Det är inte känt vilka landskap fisken föredrar. Den lever i vattendrag.
Regionalt hotas beståndet av introducerade fiender som öringabborre. Hela populationen anses vara stor. IUCN listar arten som livskraftig (LC).

## Bildgalleri

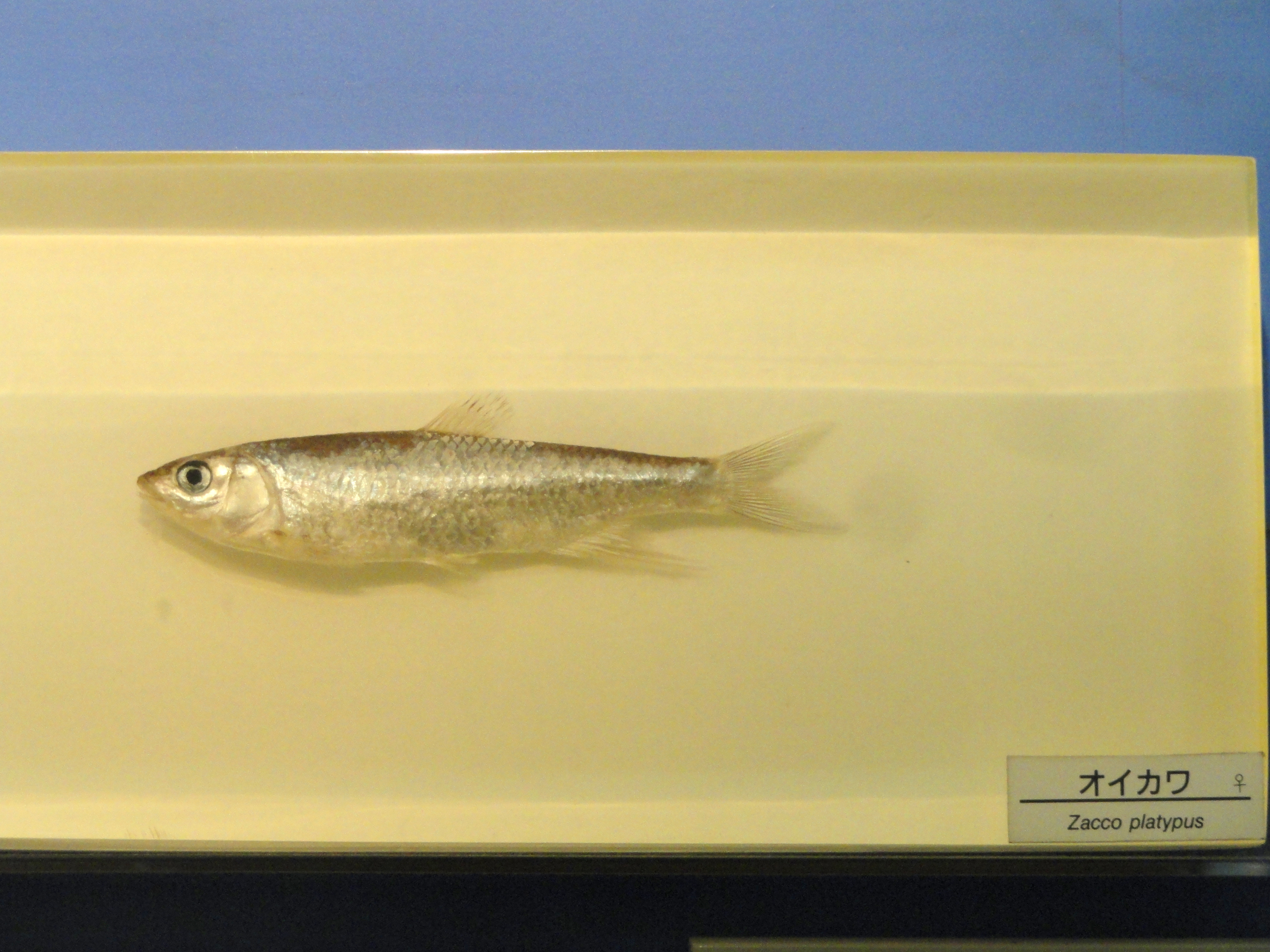
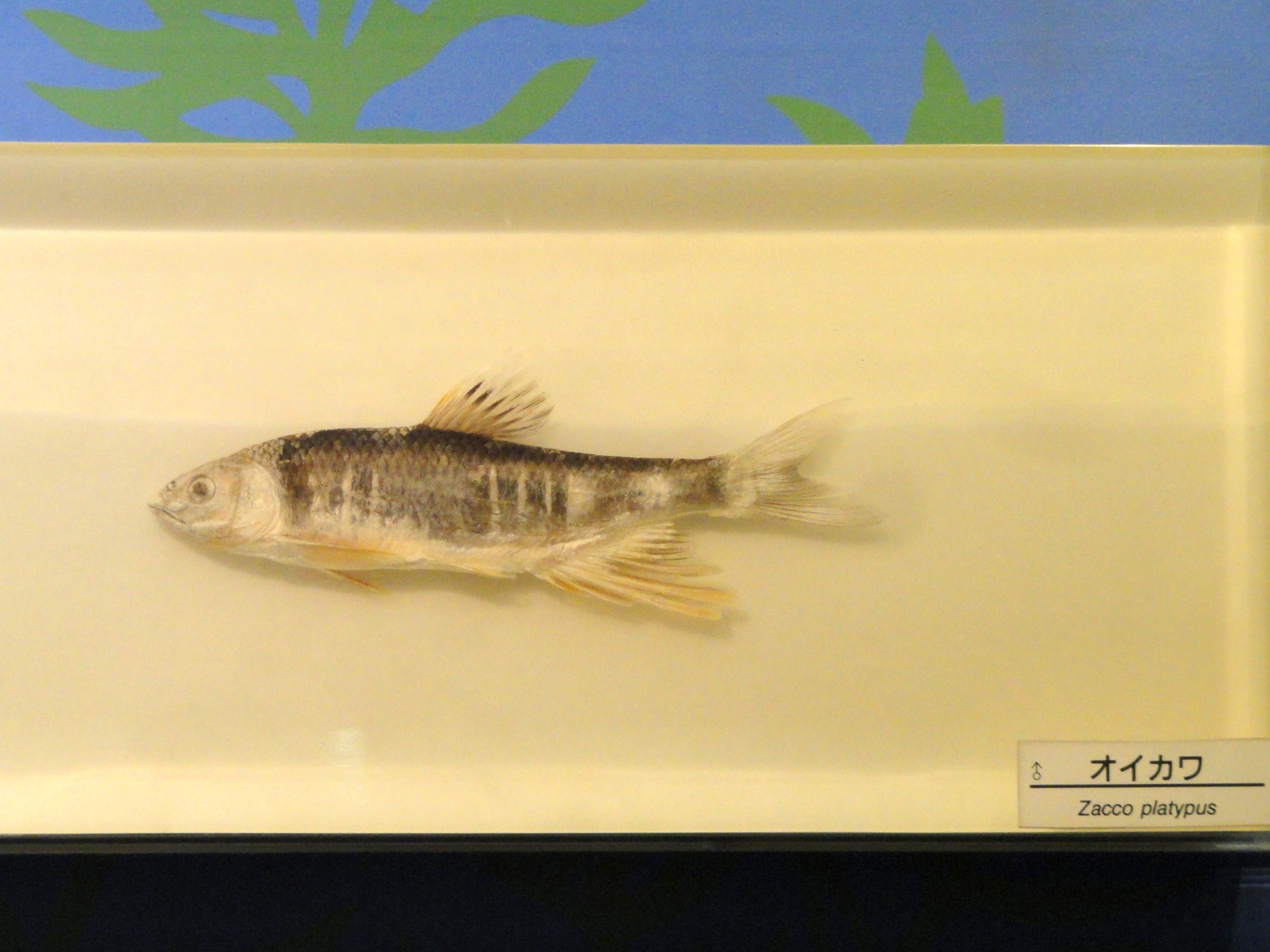